# 교황 하드리아노 4세
교황 하드리아노 4세(라틴어: Hadrianus IV, 이탈리아어: Papa Adriano IV)는 제169대 교황(재위: 1154년 12월 4일 - 1159년 9월 1일)이다. 본명은 니콜라스 브레이크스피어(영어: Nicholas Breakspear)이다.
하드리아노 4세는 유일한 잉글랜드인 교황이다. 잉글랜드 동부 하트퍼드셔의 애버츠랭글리 본당이 관할하는 베드먼드 태생으로 세인트올번스의 수도원 학교 출신으로 전해진다.

## 생애 초기
니콜라스의 집안에 대하여 알려진 것은 별로 없으나 평민 출신인 듯하다. 그의 아버지 로버트는 훗날 세인트올번스 대성당의 수사가 되었다. 프랑스 파리로 간 니콜라스는 아를 인근에 있는 성 루포 수도원의 의전율수도회원이 되었다. 남들보다 부지런했던 그는 만장일치로 아빠스로 선출되었다. 이 시기는 전통적으로 1137년으로 알려져 있지만, 수도원 기록에는 약 1145년이었을 가능성도 시사하고 있다.
아빠스가 된 그는 강력한 개혁 의지 탓에 이에 대한 공동체의 불만이 로마에 전해졌지만, 이는 오히려 교황 에우제니오 3세의 눈에 들게 만들었으며, 에우제니오 3세는 니콜라스를 높이 평가하여 1149년 12월 그를 알바노 교구장 추기경에 서임하였다.
1152년부터 1154년까지 스칸디나비아에 교황 특사로 파견된 니콜라스는 노르웨이 트론헤임에 새로 설정된 독립 주교좌를 맡고, 그곳에 성 올라프의 이름을 딴 대성당을 짓고 하마르에 교구를 새로 설정했다. 1153년 오슬로 대성당 학교를 세운 사람도 니콜라스인 것으로 알려져 있다. 이 학교는 심지어 종교개혁 이후에도 꿋꿋하게 노르웨이의 교육과 가톨릭 영성을 지속적으로 가르쳤다. 1164년 니콜라스는 감라웁살라에 관구를 세우는데도 크게 기여하였다(나중에 관구는 웁살라로 이전되었다). 이러한 결정에 따라 덴마크의 룬드 대주교의 관할 구역이 줄어들자, 그에 대한 보상으로 그에게 덴마크와 스웨덴의 교황 사절 및 수석 주교직을 영구히 부여하였다. 이처럼 그의 사절 임무는 성공적이어서 교황청과 우호적인 관계를 맺게 하고, 중요한 교구들이 증설되었으며, 교회가 점차 질서 있게 운영되어갔다. 한편 니콜라스는 스칸디나비아에 있을 당시 또 다른 잉글랜드인 사제로서 훗날 핀란드의 주교가 되고 사후 교회에 의해 시성이 된 웁살라의 헨리코와 동행하였다.

## 교황 선출
로마에 돌아온 니콜라스는 교황 아나스타시오 4세로부터 크게 환대를 받았다. 아나스타시오 4세가 선종한 후, 1154년 12월 3일 니콜라스가 만장일치로 새 교황으로 선출되었다. 하드리아노 4세가 된 그는 곧바로 로마의 반교황파의 지도자인 브레시아의 아르놀도를 축출하기 위해 노력하였다. 1155년 로마 시내에 난동이 일어나 추기경이 백주대낮에 살해당하는 사건이 발생하자 하드리아노 4세는 성지 주일 바로 전날에 로마 전역에 성무 정지를 부과하는 전례 없이 강력한 조치를 취하였다. 이로 인하여 순례자 수가 크게 감소해 로마 경제에 악역향이 올 것이 뻔했기 때문에 원로원은 즉각 아르놀도를 추방했다. 그러자 교황은 최근에 도착한 신성 로마 제국의 황제 프리드리히 1세의 협조를 얻어 아르놀도를 처형하고 로마에 내린 성무 정치 조치를 철회하였다.

## 동로마 제국과의 관계

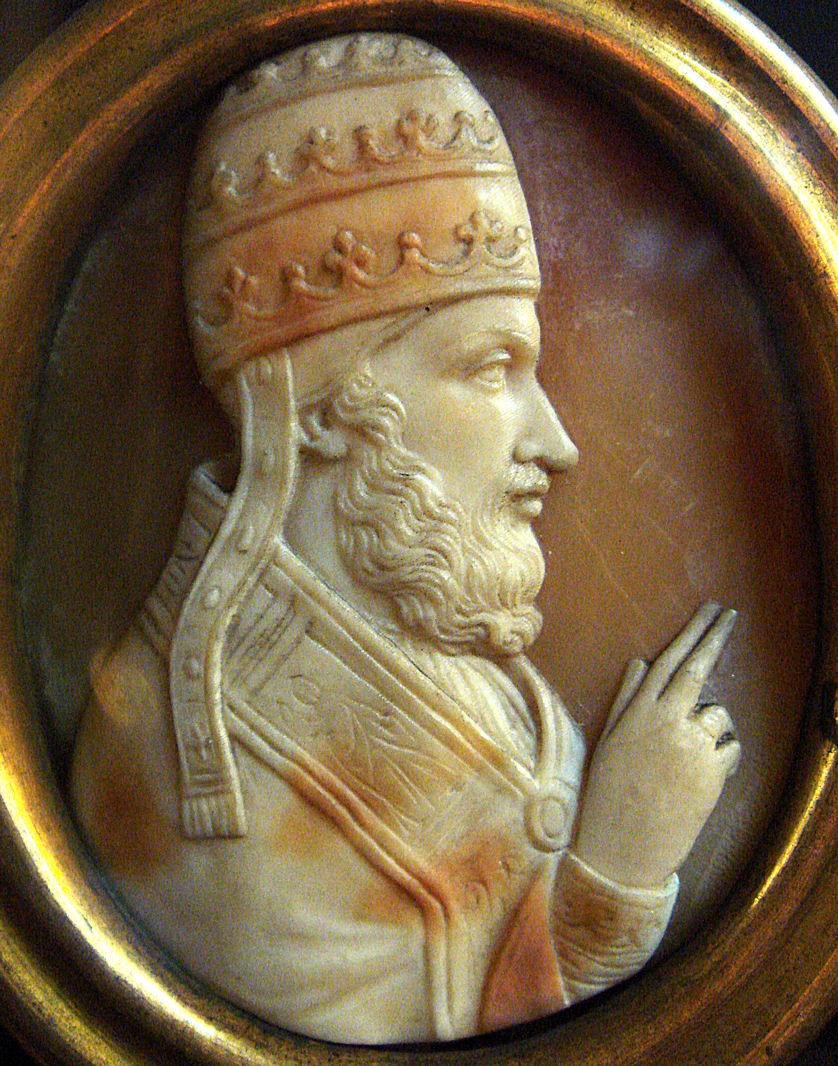
교황 하드리아노 4세 카메오.

1155년 동로마 제국의 황제 마누엘 1세 콤네노스가 이탈리아 남부를 정복하고 아풀리아 지역에 군대를 상륙시켰다. 시칠리아 국왕에 적대적인 시칠리아 내부 반란군과 접촉한 동로마군은 해안을 순식간에 점령하고 내륙으로 진격하기 시작했다. 하드리아노 4세는 약간 흡족해하면서도 걱정스럽게 상황을 주시하였다. 사실 교황령은 실질적인 군사 행동의 위협을 받고 도움을 요청한 때를 제외하고는 시칠리아의 노르만족과 전혀 좋은 관계라고 할 수 없었다. 하드리아노 4세는 남쪽 국경에 동로마 제국을 두는 것이 성가신 노르만족과 계속 씨름하는 것보다 더 낫다고 보았다. 그래서 그는 마누엘 황제와의 협상을 서둘러 진행하여 동맹을 맺었다. 하드리아노 4세는 캄파니아에서 용병들을 모집했다. 한편 마누엘은 로마 제국의 재통합을 꿈꾸었으나 그것은 서방 교회와 동방 교회가 일치했을 때에만 비로소 가능한 일이었다. 1054년 이래 계속 분열 상태로 이어져왔던 서방 교회와 동방 교회의 일치를 위한 협상이 곧 진행되었다. 그동안 교황군과 동로마군으로 구성된 연합군은 이탈리아 남부 노르만족에 대항한 반란군과 합류하였고, 많은 도시들이 이들의 군사력에 굴복하거나 뇌물에 넘어가 항복하면서 탄탄대로를 걸었다.
그러나 순전히 이해타산 때문에 동맹이 맺어진 것이었기 때문에 시간이 지나면서 일이 잘 풀리지 않았다. 동로마군의 지휘관 미하일 팔레올로고스는 오만한 성격의 인물로 일부 동맹국을 무시하며 소외시켰고, 이에 분개한 시칠리아의 반란군 로리텔로의 로베르토 백작은 그와 말하기를 거부했다. 결국 두 사람이 화해하기는 했으나, 연합군의 기세가 약간 꺾이게 되었다. 설상가상 미하일이 콘스탄티노폴리스로 소환되면서 상황은 다시 악화되었다. 비록 그의 오만함 때문에 군사 행동이 약간 늦추어졌지만, 어쨌든 뛰어난 군인이었던 미하일의 부재로 연합군은 큰 자산을 잃었다. 브린디시 전투를 전환점으로, 시칠리아군이 육상과 해상 양쪽으로 대대적인 반격에 나섰다. 적군과 대치하고 있는 상황에서 연합군에 복무하고 있던 용병들은 자신들의 몸값 인상을 요구하고 나섰다. 그리고 자신들의 요구가 거절당하자 그들은 집단으로 탈영했다. 심지어 지방 귀족들마저 차츰 떠나기 시작하면서 교황령-동로마 연합군은 수적으로 열세가 되었다. 시칠리아군은 해전에서 동로마 해군을 맞아 승리를 거두고 동로마 지휘관을 생포하였다. 브린디시 전투에서 패배함으로써 동로마 제국의 이탈리아 지배는 완전히 끝났으며, 1158년 동로마군은 이탈리아에서 물러났다.
동로마 제국과의 영속적인 동맹에 대한 희망 또한 극복할 수 없는 문제에 부딪쳤다. 서방 교회와 동방 교회가 일치하는 문제에 있어서 하드리아노 4세가 내건 조건은 그리스도교 신자들에 대한 자신의 종교적 권위를 인정해 달라는 것이었으며, 마누엘은 그 대가로 로마 황제인 자신의 세속적 권위를 인정해 달라고 요구했다. 서방과 동방 모두 상대방의 조건을 받아들일 수 없었다. 하드리아노 4세는 교황의 세속 권력이 지닌 중요성을 알고 있었기 때문에 포기할 수가 없었고, 마누엘의 신하들과 백성들은 멀리 로마에 있는 주교의 권위를 받아들이려고 하지 않았다. 마누엘은 로마 교회에 대해 우호적인 자세를 보였으나 하드리아노 4세는 그를 ‘아우구스투스’라는 칭호로 부르는 것에 동의하지 않았다. 결국 거래는 달성하기 힘든 것으로 판명되었고, 두 교회는 계속 분열된 상태로 남게 되었다.

## 노르만족의 아일랜드 침공
켈스 시노드가 있은지 3년이 지난 후인 1155년, 하드리아노 4세는 잉글랜드 국왕 헨리 2세 앞으로 교황 칙서 《마땅히》(Laudabiliter)를 보냈다. 그는 헨리 2세에게 아일랜드를 정복해 그곳에 가톨릭 제도에 따라 교회의 통치와 개혁을 추진해 아일랜드 섬 전체를 복음화할 것을 촉구했다. 이 칙서의 진정성에 대해 역사학자 에드먼드 커티스는 “역사상 큰 수수께끼 중의 하나”라고 말하였다. 그에 따르면 윈체스터에서 열린 어전회의에서 아일랜드 침공 문제가 논의되었으나 헨리 2세의 어머니 마틸다가 반대하여 원정이 연기되었다고 한다.
그러나 아일랜드에는 이 같은 소식이 전혀 알려지지 않았는데, 이미 노르만족이 잉글랜드와 웨일스 전역에 걸쳐 서쪽으로 계속 영토를 확장하고 있었음에도 불구하고 그들의 침공에 대한 대비책을 전혀 강구하지 않은 것으로 보인다. 에른스트 F. 헨더슨은 아일랜드 침공을 요청한 교황 칙서의 진위 여부에 대해 많은 사람이 의문을 갖고 있다고 지적했으며, P. S. 오헤거티는 순전히 학문적으로 봤을 때 이 칙서가 과연 존재했었는지 의구심이 든다는 의견을 밝혔다. 그러나 하드리아노 4세의 후임자들인 교황 알렉산데르 3세와 교황 루치오 3세가 이 칙서의 내용을 부정하는 일도 없었다고 지적하였다. 한편 1542년 헨리 8세가 발표된 아일랜드 왕위법은 이 문서를 근거로 제정되었다는 것이 주목할 만하다.
노르만족은 두 단계에 걸쳐 아일랜드를 침공했다. 1169년 아일랜드 왕위에서 쫓겨난 디아마트 막 무르하는 잉글랜드에게 군사적 원조를 요청했고, 그 요청에 따라 펨브룩 2대 백작 리처드 디 클레어와 그가 이끈 소수의 노르만족 기사들이 와서 땅을 보상으로 받았다. 이에 그들이 자주적 세력으로 성장할지도 모른다고 염려한 헨리 2세는 1171년 대군을 아일랜드로 파병했다. 1171년 11월 헨리는 더블린 바이킹족, 게일 왕, 노르만족 기사들의 충성 서약을 받아냈다. 이러한 헨리의 행동은 교황 알렉산데르 3세의 허용과 1172년 캐셸 시노드의 지지를 받았다. 《마땅히》가 이 과정의 첫 번째 순서인 것으로 알려져 있으나, 현대 역사학자들은 그렇게 중요하게 생각하지 않는다.

## 프리드리히 1세와 죽음
하드리아노 4세와 신성 로마 제국의 관계는 좋지 않았다. 프리드리히 1세는 지속적으로 교회를 국가의 통치 아래 두려 하였고, 하드리아노 4세는 황제권에 대한 교황권의 우위를 주장하며 프리드리히 1세와 대치하였다. 그러던 중 1157년 10월 브장송에서 열린 회의에서 교황 특사들은 프리드리히 1세에게 교황 하드리아노 4세의 서찰을 전했는데, 이 서찰에 적힌 문구 하나가 큰 분란을 일으켰다. 문제가 된 단어는 황제에게 수여된 특혜들을 언급한 beneficia인데, 원래 해당 서찰 내용상 대관식으로 이해되는 이 단어를 독일인 법관이 영주와 봉신 간의 봉건적 종속 관계를 나타내는 말인 줄 알고 번역한 것이다. 프리드리히 1세는 자신이 교황의 봉신이라는 말을 듣고 격분했다. 이 일로 두 사람의 관계가 틀어지게 되었다. 하드리아노 4세는 프리드리히 1세를 파문하려고 했으나 1159년 9월 아나니에서 선종하였다. 일설에 의하면 포도주를 마시다가 파리가 날아와 목구멍에 달라붙은 바람에 숨이 막혀 선종한 것이라고 하지만, 실제로는 후두염으로 선종한 것으로 보인다.

## 같이 보기
- 교황 목록